# Kürdəmir
Kürdəmir (ook: Kurdamir) is een stad in Azerbeidzjan en is de hoofdplaats van het district Kürdəmir.
De stad telt 18.300 inwoners (01-01-2012).